# Scabiosa
Scabiosa is een geslacht uit de kamperfoeliefamilie (Caprifoliaceae). De soorten komen voor in de gematigde delen van Eurazië, in Macaronesië, Noord-Afrika tot in Eritrea en in zuidelijk Afrika.
Een veel aangeplante soort is het duifkruid (Scabiosa columbaria).

## Soorten
- Scabiosa adzharica Schchian
- Scabiosa africana L.
- Scabiosa albanensis R.A.Dyer
- Scabiosa amoena J.Jacq.
- Scabiosa andryalifolia (Pau) Devesa
- Scabiosa angustiloba (Sond.) B.L.Burtt ex Hutch.
- Scabiosa arenaria Forssk.
- Scabiosa atropurpurea L.
- Scabiosa austroafricana Heine
- Scabiosa balcanica (Velen.) Velen.
- Scabiosa bipinnata K.Koch
- Scabiosa buekiana Eckl. & Zeyh.
- Scabiosa canescens Waldst. & Kit.
- Scabiosa cartenniana A.Pons & Quézel
- Scabiosa cephalarioides Lojac.
- Scabiosa cinerea Lapeyr. ex Lam.
- Scabiosa colchica Steven
- Scabiosa columbaria L. - Duifkruid
- Scabiosa comosa Fisch. ex Roem. & Schult.
- Scabiosa correvoniana Sommier & Levier
- Scabiosa corsica (Litard.) Gamisans
- Scabiosa crinita Kotschy & Boiss.
- Scabiosa daucoides Desf.
- Scabiosa drakensbergensis B.L.Burtt
- Scabiosa eremophila Boiss.
- Scabiosa farinosa Coss.
- Scabiosa fumarioides Vis. & Pancic
- Scabiosa galianoi Devesa, Ortega Oliv. & J.López
- Scabiosa holosericea Bertol.
- Scabiosa hyrcanica Steven
- Scabiosa imeretica (Sommier & Levier) Sulak.
- Scabiosa incisa Mill.
- Scabiosa ispartaca Yild.
- Scabiosa japonica Miq.
- Scabiosa jezoensis Nakai
- Scabiosa lacerifolia Hayata
- Scabiosa lachnophylla Kitag.
- Scabiosa libyca Alavi
- Scabiosa lucida Vill.
- Scabiosa mollissima Viv.
- Scabiosa nitens Roem. & Schult.
- Scabiosa ochroleuca L.
- Scabiosa owerinii Boiss.
- Scabiosa paphlagonica Bornm.
- Scabiosa parielii Maire
- Scabiosa parviflora Desf.
- Scabiosa praemontana Privalova
- Scabiosa pyrenaica All.
- Scabiosa semipapposa Salzm. ex DC.
- Scabiosa silenifolia Waldst. & Kit.
- Scabiosa sirnakia Yild.
- Scabiosa sivrihisarica Yild.
- Scabiosa solymica (Parolly, Eren & Nordt) Göktürk
- Scabiosa sosnowskyi Sulak.
- Scabiosa taygetea Boiss. & Heldr.
- Scabiosa tenuis Spruner ex Boiss.
- Scabiosa thysdrusiana Le Houér.
- Scabiosa transvaalensis S.Moore
- Scabiosa triandra L.
- Scabiosa triniifolia Friv.
- Scabiosa turolensis Pau
- Scabiosa tuzluca Yild.
- Scabiosa tysonii L.Bolus
- Scabiosa velenovskiana Bobrov
- Scabiosa vestina Facchini ex W.D.J.Koch
- Scabiosa webbiana D.Don

## Hybriden
- Scabiosa × beauverdiana Palez.
- Scabiosa × lucidula Beck